# Avanhandava
Avanhandava est une municipalité brésilienne de l'État de São Paulo et la Microrégion de Birigüi.

## Démographie
| Évolution de la population (municipalité) | Évolution de la population (municipalité) | Évolution de la population (municipalité) | Évolution de la population (municipalité) |
| Année                                     | Population                                |                                           | %±                                        |
| ----------------------------------------- | ----------------------------------------- | ----------------------------------------- | ----------------------------------------- |
| 1940                                      | 13 719                                    |                                           | —                                         |
| 1950                                      | 8 486                                     |                                           | −38,1%                                    |
| 1960                                      | 6 752                                     |                                           | −20,4%                                    |
| 1970                                      | 5 974                                     |                                           | −11,5%                                    |
| 1980                                      | 6 399                                     |                                           | 7,1%                                      |
| 1991                                      | 7 973                                     |                                           | 24,6%                                     |
| 2000                                      | 8 829                                     |                                           | 10,7%                                     |
| 2010                                      | 11 310                                    |                                           | 28,1%                                     |
| 2022                                      | 11 263                                    |                                           | −0,4%                                     |
| ,                                         |                                           |                                           |                                           |